# Blacklane
Blacklane，是德國一家互聯網服務公司。

## 公司简介
Blacklane是一家位于德国柏林的初创公司，通过网站或移动应用程序（APP），为专业司机和旅客之间搭建一座服务平台，自由安排行程。该企业提供预订接送服务，服务费用固定不变。Blacklane没有自有车队，而是在每座城市与当地具有营运资格证书的车行合作。Blacklane在全球范围为合作车行填补业务空缺，创造更多商业机会。

## 发展历史
2011年，Jens Wohltorf博士与Frank Steuer共同在德国柏林创立Blacklane公司。在获得RI Digital Ventures， B-to-V Partners， 88 Investments GmbH，和 Car4you注资后，公司于2012年正式运作。
2013年8月至12月期间，Blacklane新增100座服务城市。这一突破性的发展使Blacklane业务范围遍及全球45个国家的130座城市。在2013年12月，戴姆勒宣布对Blacklane投资1000万欧元，公司资产接近6000万欧元。
2014年12月8日，去哪儿网与Blacklane携手合作，中国出境游旅客可通过去哪儿APP预订中国境外Blacklane租车服务  。
2015年3月，Amadeus宣布Blacklane将成为其第一家专车接送服务供应商。截止到2015年4月，Blacklane在全球50个国家186座城市提供地面交通服务。年收入21億

## 获得荣誉
2015年3月，Blacklane 在Tech5评选中被评为德国发展最快的初创公司，并入围欧洲发展最快初创公司的后选名单。

## 研讨会
2014年9月，在德国展开了一次关于移动交通变迁的公开对话活动，会议探讨了出租车行业和汽车交通创业公司的作用。 Blacklane的首席执行官Jens Wohltorf强调了二者相互结合发展的重要性。 
在柏林2015年7月的Tech Open Air的讨论会中，Blacklane、Uber和moovel共同参与了主题为政府与交通新科技的讨论，讨论传统旅客的损失。 